# District de Cheongdo
Le district de Cheongdo est un district de la province du Gyeongsang du Nord, en Corée du Sud.

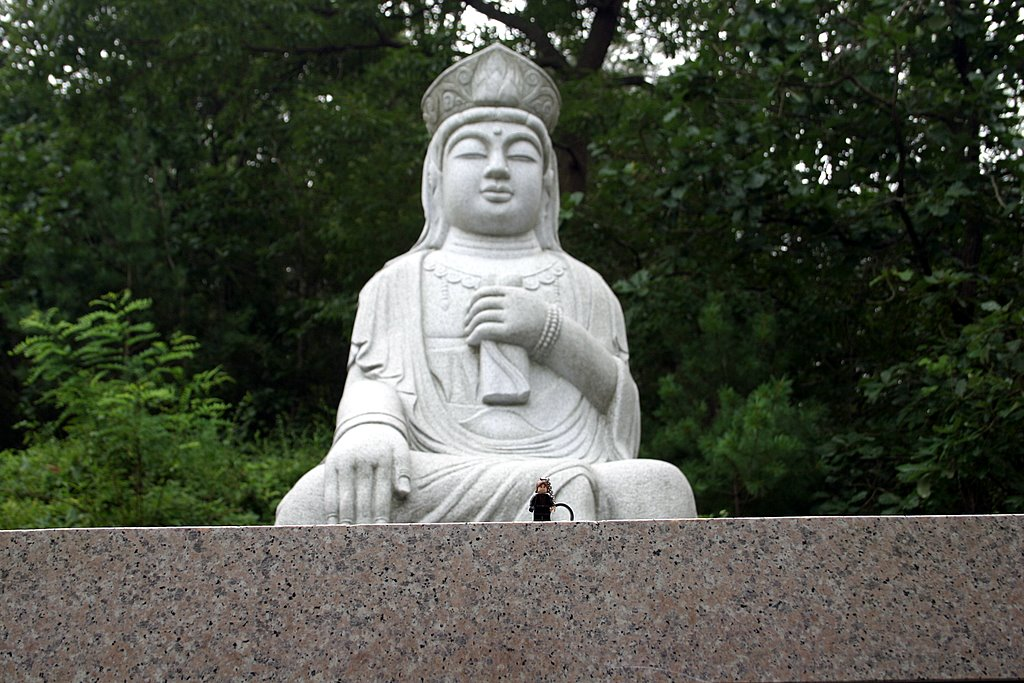
Statue de Bouddha Bohyeonsa

## Personnalités liées
- Lee Bae, artiste

## Jumelages
- Gangnam-gu (Corée du Sud)
- Jung-gu (Corée du Sud)
- Nenjiang (Chine)